# Caperonia heteropetala
Caperonia heteropetala är en törelväxtart som beskrevs av Ferdinand Didrichsen. Caperonia heteropetala ingår i släktet Caperonia och familjen törelväxter. Inga underarter finns listade i Catalogue of Life.